# 水戶藝術館
水戶藝術館（日语：水戸芸術館）是位於日本茨城縣水戶市的綜合藝術文化設施。於1990年開業。矶崎新設計。 音樂、戲劇、美術等藝術活動在各專用空間舉行。 佔地內有水戶「地標之塔」，高100m的螺旋塔。

## 外部連結
- https://www.arttowermito.or.jp/ （页面存档备份，存于）（日語）